# Coelops frithi
Coelops frithi är en fladdermusart som beskrevs av Edward Blyth 1848. Coelops frithi ingår i släktet Coelops och familjen hästskonäsor (Rhinolophidae).
Inga underarter finns listade i Catalogue of Life. Wilson & Reeder (2005) skiljer mellan 5 underarter.
Liksom hos andra släktmedlemmar är öronen inte sammanlänkade med varandra nära huvudet. Hudfliken på näsan liknar ett handformigt blad med mycket breda fingrar och på toppens finns ett smalt och spetsigt blad. Arten har fyra styva morrhår i övre delen av hudfliken och två styva morrhår i nedre delen. Ovansidan är täckt av mörkbrun till svarta hår med ljusa spetsar och på undersidan finns gråaktig päls. Som alla arter i släktet saknar djuret svans. Underarmarna är 34 till 44 mm långa och öronen är 14 till 16 mm stora.
Denna fladdermus förekommer i Sydostasien från östra Indien och södra Kina till Bali. Arten vistas i kulliga områden och i bergstrakter upp till 1400 meter över havet. Den observerades i skogar och mangrove.
Individerna vilar i grottor, i trädens håligheter eller i hålrum som skapades av människor.